# Gabaldón
Gabaldón település Spanyolországban, Cuenca tartományban. Gabaldón Alarcón, Almodóvar del Pinar, Campillo de Altobuey, Motilla del Palancar, Valverdejo, Barchín del Hoyo és Solera de Gabaldón községekkel határos. Lakosainak száma 159 fő (2024).

## Népesség
A település népessége az utóbbi években az alábbiak szerint változott:
| Lakosok száma | 169  | 198  | 189  | 198  | 215  | 194  | 189  | 183  | 170  | 159  |
|               | 2001 | 2004 | 2006 | 2009 | 2011 | 2014 | 2016 | 2019 | 2021 | 2024 |